# SN 1992ai
SN 1992ai – supernowa typu Ia odkryta 5 lipca 1992 roku w galaktyce A012908-3216. W momencie odkrycia miała maksymalną jasność 17,50m.